# مارك جونسون (لاعب كريكت أمريكي)
مارك جونسون (28 أكتوبر 1963 في جامايكا - ) (بالإنجليزية: Mark Johnson)‏ هو لاعب كريكت أمريكي. شارك مع منتخب الولايات المتحدة الوطني للكريكت.